# Apaegocera joiceyi
Apaegocera joiceyi là một loài bướm đêm trong họ Noctuidae.